# Nathalie Djurberg
Nathalie Djurberg (* 1978 in Lysekil) ist eine schwedische Künstlerin. Sie lebt und wirkt mit ihrem Lebensgefährten, dem Musiker Hans Berg, in Berlin.

## Leben und Werk
Nathalie Djurberg arbeitet vor allem im Bereich Videokunst bzw. Animationsfilm mit Knetfiguren aus Plastilin in Kombination mit (teils wiederum mit Knetmasse gefüllten) Marionetten für sogenannte Claymation-Filme. In ihren Filmen widmet sie sich den Themen Leben, Tod, Erotik und Gewalt. Einflüsse: U.a. der bekannte tschechische Animationsfilmemacher Jan Švankmajer.
Djurberg führt selbst Regie und Kamera und ist sowohl für die technische Organisation, die Kostüme und Plastilinfiguren als auch für die Herstellung der Schauplätze aus Pappmaschee und Knetmasse verantwortlich. Jedes Bild wird in Stop-Motion-Technik mit einer Mini-DV-Videokamera einzeln aufgenommen. In den letzten Jahren kombiniert sie ihre Filme mit handgemachten, bemalten Skulpturen zu Raum-Installationen. Die Musik zu ihren Filmen und Installationen komponiert ihr Partner, Hans Berg.
Für die inhaltliche Umsetzung ihres Werks verwendet sie komplementäre Themenpaare wie Macht und Ohnmacht, Fürsorge und Missbrauch, Gewalt und Liebe, Masochismus und Sadismus, Monstrosität und Verletzlichkeit. Die Doppelmoral der katholischen Kirche gehört ebenso zu ihren Themen wie Rassismus und Frauenunterdrückung. Dafür findet sie eindringliche Bilder, die an Albträume erinnern. Es mischen sich darin Grausamkeit und ein derber Humor. Ihre Figuren erreichen in der Animation eine erstaunlich sinnliche Körperlichkeit und differenzierte Mimik. Ihre Kunst kann auch als grotesk bezeichnet werden (siehe Francisco de Goya, Hieronymus Bosch, George Grosz). „Nathalie Djurberg erzählt in ihren Animationen Geschichten, die die Schönheit des Lebens vor allem in dunklen Fantasien, unzüchtigen Darstellungen und im Bruch von gesellschaftlichen Tabus suchen und finden.“
Ihren Durchbruch hatte Djurberg 2004 in ihrer Heimat Schweden mit der Ausstellung „Tiger licking girls butt“ in der Färgfabriken, Stockholm. In Deutschland hatte die Künstlerin und ihr komponierender Partner ihre erste große Museumsausstellung und zugleich ihren Durchbruch 2019 in der Schirn Kunsthalle Frankfurt.

## Ausbildung
- 1994–1995 Folkuniversitetet, Basic Art Education, Göteborg
- 1995–1997 Hovedskous Art School Göteborg
- 1997–2002 Malmö Art Academy (Abschluss mit Master)

## Einzelausstellungen (Auswahl)
- 2023/24: Nathalie Djurberg & Hans Berg, Sammlung Goetz, München
- 2022/23: Nathalie Djurberg & Hans Berg: A Pancake Moon, Tanya Bonakdar Gallery, New York
- 2019/20: Nathalie Djurberg & Hans Berg im Dialog mit Asger Jorn, Kunstmuseum Ravensburg, Ravensburg
- 2019: Djurberg & Berg, Schirn Kunsthalle, Frankfurt am Main
- 2018/19: Museo di arte moderna e contemporanea di Trento e Rovereto, Nathalie Djurberg and Hans Berg: È come un viaggio nel fango e nella confusione con piccole boccate d’aria
- 2014: Institute of Contemporary Art, Boston, Nathalie Djurberg and Hans Berg: A World of Glass.
- 2014 Kölnischer Kunstverein, Nathalie Djurberg & Hans Berg. Maybe This Is A Dream[6]
- 2010 Kestnergesellschaft, Hannover
- 2008 Fondazione Prada, Mailand
- 2007 Kunsthalle Wien
- 2007 Kunsthalle Winterthur
- 2006 Zach Feuer Gallery in New York City[7]
- 2006 Färgfabriken – Center for Contemporary Art and Architecture, Stockholm
- 2006 MAXXI – Museo nazionale delle arti del XXI secolo, Rom
- 2005 Gio Marconi, Mailand

## Gruppenausstellungen (Auswahl)
- 2023/24 The Bad Mother, Haus am Lützowplatz, Berlin
- 2022/23 Smaller Worlds. Diorama In Contemporary Art, Ludwig-Museum zeitgenössischer Kunst im Müpa Budapest
- 2010 S.M.A.K. – Stedelijk Museum voor Actuele Kunst Gent
- 2009 The Porn Identity – Expeditionen in die Dunkelzone, Kunsthalle Wien
- 2009 53. Biennale di Venezia, „Making Worlds“ (dafür erhielt sie einen Löwen für die beste Nachwuchskünstlerin)
- 2009 Benaki-Museum, Athen
- 2008 Institute of Contemporary Art, Philadelphia
- 2007 Schmerz, Hamburger Bahnhof – Museum für Gegenwart
- 2006 UCLA Hammer Museum, Los Angeles
- 2005 Rooseum Center for Contemporary Art, Malmö
- 2004 Malmö Konsthall, Malmö
- 2003 Malmö Konstmuseum, Malmö

## Claymation-Filme, Digitale Videos (alle mit Musik von Hans Berg)
- Tiger Licking Girl’s Butt, 2004, 2:15
- The Natural Selection, 2006, 11:42
- Camels Drink Water, 2007, 3:47, Auflage 4
- Hungry Hungry Hippoes, 2007, 4:20
- It’s the Mother, 2008, 6:00
- Turn into Me, 2008, 7:10
- Putting down the Prey, 2008, 5:40
- We are not two, we are one, 2008, 5:33, Auflage 4
- I Found Myself Alone, 2008, 9:45
- Turn into me, 2008, 7:10, Auflage 4
- The Experiment (Greed), 2009, 10:45
- The Experiment (Forest), 2009, 7:27
- The Experiment (Cave), 2009, 6:39
- Snakes know it’s Yoga, 2010, 6:30
- I wasn’t Made to Play the Son, 2011, 6:27
- I am Saving This Egg For Later, 2011, 6:27
- Deceiving Looks, 2011, 6:27
- Bad Eggs, 2011, 6:01
- Woods, 2011, 5:02
- I’m a Wild Animal, 2011, 5:01
- My Body is a House of Glass, 2011, 5:01
- Didn’t you know I’m made of butter, 2011, 5:01
- Monster, 2011, 5:01
- Open Window, 2011, 6:27
- The Parade of Rituals and Stereotypes, 2012, HD, 10:56
- The Black Pot, 2013, Stop Motion Animation, 11:57

## Preise und Auszeichnungen
- 2009 Silberner Löwe als beste Nachwuchskünstlerin auf der Biennale di Venezia für Experimentet
- 2007 Carnegie Art Award 2007, Museum of Contemporary Art Kiasma, Helsinki[8]